# طواف يوتا 2011
طواف يوتا 2011 هو سباق دراجات هوائية أقيم بتاريخ 2011، تكون السباق من 6 مراحل، استغرق السباق 15 ساعة 53 دقيقة 12 ثانية. فاز به الأمريكي ليفي ليفيمير.

## الترتيب
| م                     | الدرّاج       | البلد            | الزمن                     |
| --------------------- | ------------ | ---------------- | ------------------------- |
| الفائز بالترتيب العام | ليفي ليفيمير | الولايات المتحدة | 15 ساعة 53 دقيقة 12 ثانية |
| التسلق                | ليفي ليفيمير | الولايات المتحدة | -                         |